# 梁民相
梁民相（1562年—1597年），原名梁文，字井卿，號食泉，廣東廣州府南海县人，明朝政治人物。

## 生平
幼以神童称，十七补邑弟子员，兼工古文、诗赋、篆隶。萬曆十三年（1585年）乙酉领乡荐，十七年己丑登禮部會試一百九十八名，二十年（1592年）廷試，登壬辰科第三甲一百六十第名，觀刑部政。刑部觀政，二十一年二月授湖广零陵知县，治务简约，百姓安之。因经常生病，遂力求解任，当事者怜其正当茂龄，爲請于朝，二十四年改授广平府儒學教授。二十五年丁酉秋，应河南御史聘请，同考河南鄉試，取得嚴允節七人。考试过后病卒，年三十六。平生不近名利，初好为诗文，后并谢绝之，然而最终病死，家室贫困，妻子不能自给，闻者伤感。

## 家族
曾祖梁曰仁；祖父梁繼年；父梁暹。